# 江之川
江之川（日语：／ Gōnokawa */?）是日本一條一級河川，流經廣島縣和島根縣，為中國地方最大的河川。江之川又稱作江川（ごうがわ），在廣島縣也稱作可愛川（えのかわ），別稱中國太郎。

## 地理
江之川發源自廣島縣山縣郡北廣島町的阿佐山，經安藝高田市的八千代湖，在三次市和馬洗川、西城川、神之瀨川合流之後往西，橫切中國山地，在島根縣江津市注入日本海。

## 流域自治體
廣島縣
山縣郡北廣島町、安藝高田市、三次市
島根縣
邑智郡邑南町、邑智郡美鄉町、邑智郡川本町、江津市

## 主要支流
- 馬洗川
- 西城川
- 神之瀨川
- 出羽川
- 濁川
- 八戶川

## 關連項目
- 巴橋
- 三江線

## 外部連結
- 江の川流域の概要 - 国土交通省 中国地方整備局 三次河川国道事務所
- 江の川 - 国土交通省 中国地方整備局